# Kamp Koral: SpongeBobs Kinderjahre
Kamp Koral: SpongeBobs Kinderjahre ist eine US-amerikanische Zeichentrickserie des Senders Nickelodeon. Als Vorläufer zu SpongeBob Schwammkopf konzentriert sich die Serie auf den zehnjährigen SpongeBob, der an einem Ferienlager teilnimmt. Die Serie bildet das Bindeglied zum dritten Kinofilm der Serie.

## Entstehung und Produktion
SpongeBob-Erfinder Stephen Hillenburg besuchte das Nickelodeon-Studio im August 2018 zuletzt; er verstarb im November in Folge seiner ALS-Erkrankung. Im Oktober 2018 wurde Brian Robbins Präsident von Nickelodeon. Am zweiten Tag in dieser Rolle nahm er an einem Pitch-Meeting für die 13. Staffel der SpongeBob-Serie teil. Dies inspirierte ihn dazu, das Franchise massiv auszubauen, obwohl Hillenburg sich immer dagegen gewehrt hatte. Im Juni 2019, sechs Monate nach Hillenburgs Tod, gab Robbins grünes Licht für Kamp Koral. Zunächst sind 13 Folgen geplant, die seit Juni 2019 von Nickelodeon produziert werden. Anders als die ursprüngliche Serie ist Kamp Koral komplett 3D-animiert.
Im Januar 2021 zeigte Nickelodeon als Vorschau einen sechsminütigen Clip aus der ersten Episode des Spin-offs.

## Ausstrahlung

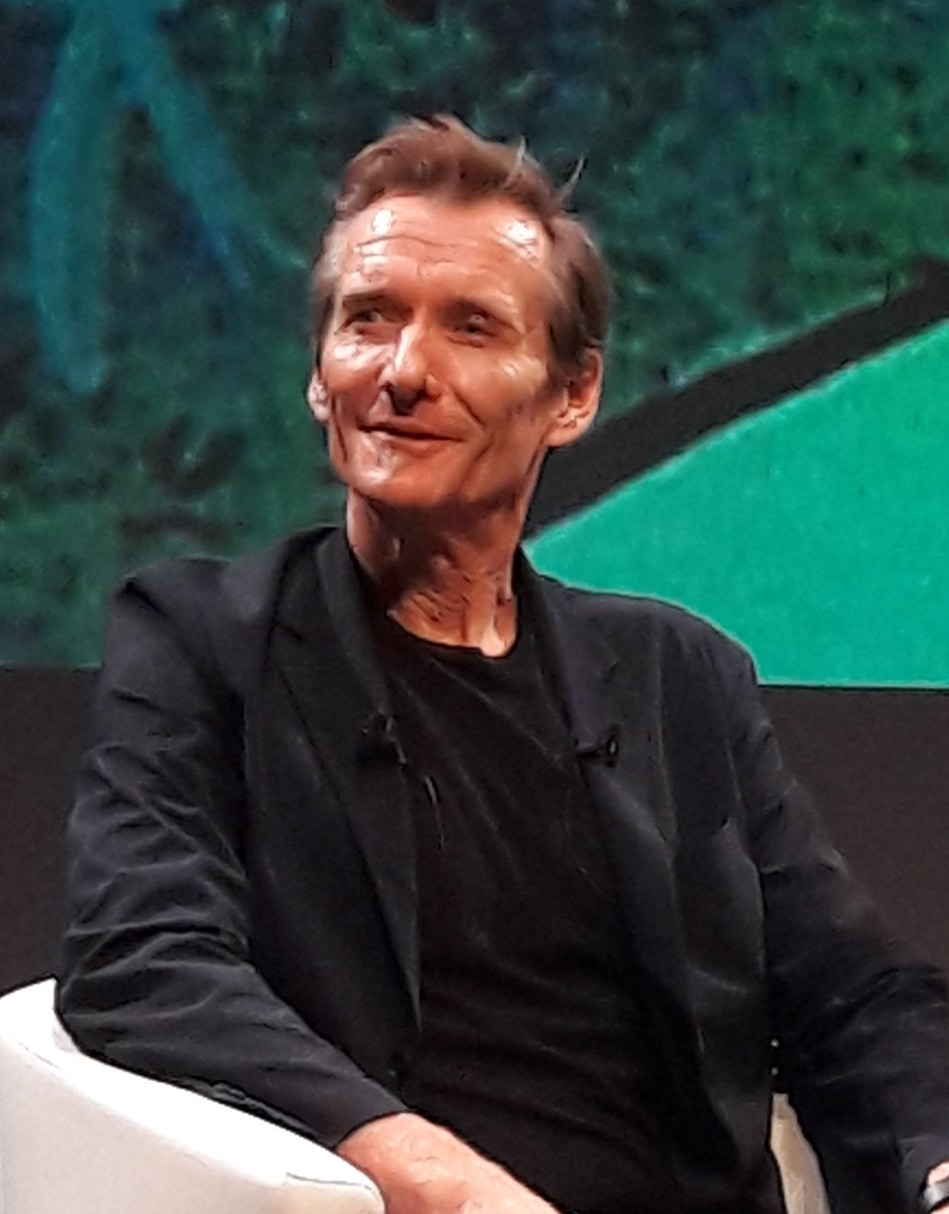
Vincent Waller

Im September 2019 wurde bekannt gegeben, dass die Serie im August 2020 ihr Debüt in Großbritannien haben wird. Am 19. Februar 2020 wurde bekanntgegeben, dass sie schon im Juli 2020 in den Vereinigten Staaten starten soll. Executive Producer Vincent Waller gab auf Twitter bekannt, dass sich die Serie aufgrund der COVID-19-Pandemie verspäten könnte, da die Animationsarbeiten in Indien durch die Ausgangssperre betroffen seien.
Die ersten sechs Folgen wurden am 4. März 2021 auf Paramount+ veröffentlicht, die vollständige Bestellung mit 13 Folgen wird zu einem späteren Zeitpunkt auf der Plattform veröffentlicht. Die Erstausstrahlung im Fernsehen fand am 2. April 2021 bei Nickelodeon statt. Am 22. Juli 2021 erschienen sieben weitere Folgen bei Paramount+ in den USA. Der dritte Teil der ersten Staffel folgte am 30. September 2022. Die letzten sieben Folgen der Staffel wurden am 26. Mai 2023 veröffentlicht, wobei eine Episode jedoch zuvor bereits im Fernsehen zu sehen war. Die komplette zweite und gleichzeitig auch letzte Staffel erschien am 10. Juli 2024 sowohl in den USA als auch in Deutschland.
Am 11. August 2021 wurde die erste Staffel um 13 Folgen verlängert und eine zweite Staffel mit weiteren 13 Folgen bestellt, die gleichzeitig das Ende der Serie darstellen soll.
Bei Nickelodeon Deutschland feierte die Serie am 19. Juli 2021 ihre Premiere.

## Episodenliste

### Übersicht
| Staffel | Episodenanzahl | Episodenanzahl | Erstveröffentlichung USA | Erstveröffentlichung USA | Deutschsprachige Erstveröffentlichung | Deutschsprachige Erstveröffentlichung |
| Staffel | Episodenanzahl | Episodenanzahl | Staffelpremiere          | Staffelfinale            | Staffelpremiere                       | Staffelfinale                         |
| ------- | -------------- | -------------- | ------------------------ | ------------------------ | ------------------------------------- | ------------------------------------- |
| 1       | 26 (50)        | 6 (11)         | 4. März 2021             | 4. März 2021             | 19. Juli 2021                         | 23. Juli 2021                         |
| 1       | 26 (50)        | 7 (13)         | 22. Juli 2021            | 22. Juli 2021            | 6. Dezember 2021                      | 22. Dezember 2021                     |
| 1       | 26 (50)        | 6 (12)         | 30. September 2022       | 30. September 2022       | 29. Dezember 2022                     | 23. Januar 2023                       |
| 1       | 26 (50)        | 7 (14)         | 13. Januar 2023          | 26. Mai 2023             | 18. Januar 2023                       | 16. Juni 2023                         |
| 2       | 13 (25)        | 13 (25)        | 10. Juli 2024            | 10. Juli 2024            | 10. Juli 2024                         | 10. Juli 2024                         |

1. ↑  Die erste Zahl steht für die Anzahl der Episoden nach dem Produktionscode und die zweite Zahl für die Anzahl der verschiedenen Geschichten

### Staffel 1
In den USA wurden fast alle Folgen zuerst bei Paramount+ veröffentlicht. Die einzige Ausnahme bildet hierbei Episode 21a, die zuerst bei Nickelodeon gezeigt wurde. In Deutschland liefen die ersten 13 Folgen sowie Episode 21b zuerst bei Nickelodeon. Die restlichen Episoden waren entweder bei Nicktoons Deutschland, Nickelodeon Austria und Schweiz oder Paramount+ zuerst zu sehen.
Die deutschen Titel in der Liste sind jene, die bei Paramount+ genutzt werden. Einige Episoden haben jedoch einen Alternativtitel, die zum Teil in den Sendeplänen genutzt werden.
| Nummer (gesamt) | Nummer (Staffel) | Deutscher Titel                        | Originaltitel                       | Erstausstrahlung/-veröffentlichung (USA) | Erstausstrahlung/-veröffentlichung (in deutscher Sprache) |
| 1               | 1                | Quallenfischen                         | The Jellyfish Kid                   | 4. März 2021                             | 19. Juli 2021                                             |
| 2               | 2                | Zucker-Quetschi                        | Sugar Squeeze                       | 4. März 2021                             | 19. Juli 2021                                             |
| 2               | 3                | Du bist!                               | Tag, You’re It                      | 4. März 2021                             | 19. Juli 2021                                             |
| 3               | 4                | Mordshunger                            | Quest for Tire                      | 4. März 2021                             | 20. Juli 2021                                             |
| 3               | 5                | Die Hütte der komischen Käuze          | Cabin of Curiosities                | 4. März 2021                             | 20. Juli 2021                                             |
| 4               | 6                | Die Suche nach dem FKK-Camp            | In Search of Camp Noodist           | 4. März 2021                             | 21. Juli 2021                                             |
| 4               | 7                | Der Küchenschwamm                      | Kitchen Sponge                      | 4. März 2021                             | 21. Juli 2021                                             |
| 5               | 8                | Der Schatz von Kamp Koral              | The Treasure of Kamp Koral          | 4. März 2021                             | 22. Juli 2021                                             |
| 5               | 9                | Gary, der Camper                       | Camper Gary                         | 4. März 2021                             | 22. Juli 2021                                             |
| 6               | 10               | Snack-Angriff um Mitternacht           | Midnight Snack Attack               | 4. März 2021                             | 23. Juli 2021                                             |
| 6               | 11               | Perla, ärgere mich nicht!              | Hot Pearl-tato                      | 4. März 2021                             | 23. Juli 2021                                             |
| 7               | 12               | Mach doch mal Miep!                    | What About Meep?                    | 22. Juli 2021                            | 6. Dezember 2021                                          |
| 7               | 13               | Auszeit                                | Hard Time Out                       | 22. Juli 2021                            | 7. Dezember 2021                                          |
| 8               | 14               | Patrick geht unter                     | Pat’s A Li’l Sinker                 | 22. Juli 2021                            | 8. Dezember 2021                                          |
| 8               | 15               | Camp SpongeBob                         | Camp SpongeBob                      | 22. Juli 2021                            | 9. Dezember 2021                                          |
| 9               | 16               | Verschollen im Nebel                   | Squisery                            | 22. Juli 2021                            | 10. Dezember 2021                                         |
| 9               | 17               | Der Spieleabend                        | Game Night                          | 22. Juli 2021                            | 13. Dezember 2021                                         |
| 10              | 18               | Der snobbige Nobby                     | My Fair Nobby                       | 22. Juli 2021                            | 14. Dezember 2021                                         |
| 10              | 19               | Nachrichtenpause                       | Gimme a News Break                  | 22. Juli 2021                            | 15. Dezember 2021                                         |
| 11              | 20               | Der Comedyabend                        | Wise Kraken                         | 22. Juli 2021                            | 16. Dezember 2021                                         |
| 11              | 21               | Auf den Spuren des See-Foot            | Squatch Swap                        | 22. Juli 2021                            | 17. Dezember 2021                                         |
| 12              | 22               | Wer hat Angst vorm Weihnachtsmann      | The Ho! Ho! Horror!                 | 22. Juli 2021                            | 20. Dezember 2021                                         |
| 12              | 23               | Der Zorn des Klohäuschens              | Outhouse Outrage                    | 22. Juli 2021                            | 21. Dezember 2021                                         |
| 13              | 24               | Wer hat Angst vor Geisterdeppen?       | Are You Afraid of the Dork?         | 22. Juli 2021                            | 22. Dezember 2021                                         |
| 14              | 25               | Hilfe nicht erwünscht                  | Help Not Wanted                     | 30. September 2022                       | 30. Dezember 2022 (Nicktoons)                             |
| 14              | 26               | Gemeinschaftssinn                      | Camp Spirit                         | 30. September 2022                       | 30. Dezember 2022 (Nicktoons)                             |
| 15              | 27               | Hill-Fu                                | Hill-Fu                             | 30. September 2022                       | 29. Dezember 2022 (Nicktoons)                             |
| 15              | 28               | Ein heißer Tag                         | Sun’s Out, Fun’s Out                | 30. September 2022                       | 29. Dezember 2022 (Nicktoons)                             |
| 16              | 29               | Erste und letzte Hilfe                 | First and Last Aid                  | 30. September 2022                       | 29. Dezember 2022 (Nicktoons)                             |
| 16              | 30               | Das stinkigste Camp im Wald            | Night of the Living Stench          | 30. September 2022                       | 29. Dezember 2022 (Nicktoons)                             |
| 17              | 31               | Kamp Kreuzknochen                      | Camp Crossbones                     | 30. September 2022                       | 30. Dezember 2022 (Nicktoons)                             |
| 17              | 32               | Das Quallenleben                       | The Jelly Life                      | 30. September 2022                       | 30. Dezember 2022 (Nicktoons)                             |
| 18              | 33               | Das Seifenkisten-Rennen                | Lake Crashers                       | 30. September 2022                       | 23. Januar 2023 (Paramount+)                              |
| 18              | 34               | Der verfluchte Laden                   | Boo Light Special                   | 30. September 2022                       | 23. Januar 2023 (Paramount+)                              |
| 19              | 35               | Malen mit Thaddäus                     | Painting with Squidward             | 30. September 2022                       | 23. Januar 2023 (Paramount+)                              |
| 19              | 36               | Kamp Kuh                               | Kamp Kow                            | 30. September 2022                       | 23. Januar 2023 (Paramount+)                              |
| 20              | 37               | Geschüttelte Hütten                    | Helter Shelter                      | 26. Mai 2023                             | 18. Januar 2023 (Paramount+)                              |
| 20              | 38               | Weck-Revolution                        | Reveille Revolution                 | 26. Mai 2023                             | 18. Januar 2023 (Paramount+)                              |
| 21              | 39               | Fehlerhafter Tausch                    | The Switch Glitch                   | 13. Januar 2023 (Nickelodeon)            | 21. Mai 2023 (Nickelodeon Austria und Schweiz)            |
| 21              | 40               | Stacheliges Ungeziefer                 | Prickly Pests                       | 26. Mai 2023                             | 11. Juni 2023                                             |
| 22              | 41               | Bist du schlauer als eine Smart-Hütte? | Are You Smarter Than a Smart Cabin? | 26. Mai 2023                             | 15. Juni 2023 (Nickelodeon Austria und Schweiz)           |
| 22              | 42               | Tiefsee-Tyrann                         | Deep Sea Despot                     | 26. Mai 2023                             | 16. Juni 2023 (Paramount+)                                |
| 23              | 43               | Der neue Butler                        | Regi-Hilled                         | 26. Mai 2023                             | 16. Juni 2023 (Paramount+)                                |
| 23              | 44               | Der perfekte Camper                    | The Perfect Camper                  | 26. Mai 2023                             | 16. Juni 2023 (Paramount+)                                |
| 24              | 45               | Im Auge des HotDogs                    | Eye of the Hotdog                   | 26. Mai 2023                             | 16. Juni 2023 (Paramount+)                                |
| 24              | 46               | Patrick nimmt den Kuchen               | Patrick Takes the Cake              | 26. Mai 2023                             | 16. Juni 2023 (Paramount+)                                |
| 25              | 47               | So schmeckt Niederlage                 | The Taste of Defeat                 | 26. Mai 2023                             | 16. Juni 2023 (Paramount+)                                |
| 25              | 48               | Die Angst-Hörnchen                     | Scaredy Squirrel                    | 26. Mai 2023                             | 16. Juni 2023 (Paramount+)                                |
| 26              | 49               | Alle Kappen fliegen hoch!              | Hats Off to Space                   | 26. Mai 2023                             | 16. Juni 2023 (Paramount+)                                |
| 26              | 50               | Der Erwachsenen-Streiche-Tag           | In a Nut’s Shell                    | 26. Mai 2023                             | 16. Juni 2023 (Paramount+)                                |

### Staffel 2
Sowohl in Deutschland als auch den USA wurden alle Folgen erstmals am 10. Juli 2024 bei Paramount+ veröffentlicht.
Beide Titel, die bei Paramount+ für Folge 29 angegeben werden, beziehen sich lediglich auf 29a, was zur Folge hat, dass 29b keinen deutschen Titel besitzt.
| Nummer (gesamt) | Nummer (Staffel) | Deutscher Titel                        | Originaltitel                 | Erstveröffentlichung (USA) | Erstveröffentlichung (in deutscher Sprache) |
| 27              | 1                | Die Chaos-Maschine                     | Mad Science Squirrel          | 10. Juli 2024              | 10. Juli 2024                               |
| 27              | 2                | Wenn die Seifenblase platzt            | To Pop a Bubble               | 10. Juli 2024              | 10. Juli 2024                               |
| 28              | 3                | Das „Kumpel-System“                    | High and Dry                  | 10. Juli 2024              | 10. Juli 2024                               |
| 28              | 4                | Der Bartsmann                          | The Beardsman                 | 10. Juli 2024              | 10. Juli 2024                               |
| 29              | 5                | Spaß hoch Fünf                         | Five Times the Fun            | 10. Juli 2024              | 10. Juli 2024                               |
| 29              | 6                | kein deutscher Titel vorhanden         | Low Falutin’                  | 10. Juli 2024              | 10. Juli 2024                               |
| 30              | 7                | Der Nuss-Wahnsinn                      | Nut Madness                   | 10. Juli 2024              | 10. Juli 2024                               |
| 30              | 8                | Meerjungfraumänner und Blaubarschbuben | Mermaid Men and Barnacle Boys | 10. Juli 2024              | 10. Juli 2024                               |
| 31              | 9                | Die Geschichte der Roxies              | A Tale of Two Roxies          | 10. Juli 2024              | 10. Juli 2024                               |
| 31              | 10               | Nachteulen                             | Nite Owls                     | 10. Juli 2024              | 10. Juli 2024                               |
| 32              | 11               | Die Monster-Selbsthilfegruppe          | Calling Some Monsters         | 10. Juli 2024              | 10. Juli 2024                               |
| 32              | 12               | Gefährliche Ausgrabung!                | Dig This                      | 10. Juli 2024              | 10. Juli 2024                               |
| 33              | 13               | Die diebisches Schnecke                | Un-Breaking and De-Entering   | 10. Juli 2024              | 10. Juli 2024                               |
| 33              | 14               | Der geheime Badesee                    | Swimmin’ Holed                | 10. Juli 2024              | 10. Juli 2024                               |
| 34              | 15               | Krabsy der Clown                       | Krabsy the Clown              | 10. Juli 2024              | 10. Juli 2024                               |
| 34              | 16               | Völkerball-Tag                         | Lords of the LARP             | 10. Juli 2024              | 10. Juli 2024                               |
| 35              | 17               | Maskottchen Wahnsinn                   | Mascot Mayhem                 | 10. Juli 2024              | 10. Juli 2024                               |
| 35              | 18               | Golf auf Kamp Koral Art                | Putt Up or Shut Up            | 10. Juli 2024              | 10. Juli 2024                               |
| 36              | 19               | Der Beschwerde-Beauftragte             | Who’s Complaining?            | 10. Juli 2024              | 10. Juli 2024                               |
| 36              | 20               | Patricks Stern                         | Patrick’s Star                | 10. Juli 2024              | 10. Juli 2024                               |
| 37              | 21               | Sheriff Sandy                          | A Finful of Sand Dollars      | 10. Juli 2024              | 10. Juli 2024                               |
| 37              | 22               | Vampir sein muss schön sein            | Cretins of the Night          | 10. Juli 2024              | 10. Juli 2024                               |
| 38              | 23               | Sandys neuer Anzug                     | The Suit Suits You            | 10. Juli 2024              | 10. Juli 2024                               |
| 38              | 24               | Liebe geht durch den Magen             | Parasite Pals                 | 10. Juli 2024              | 10. Juli 2024                               |
| 39              | 25               | Das Ende des Sommers                   | End of Summer Daze            | 10. Juli 2024              | 10. Juli 2024                               |

### Short
Dieser Short wurde ursprünglich am 2. Februar 2021 in Kanada auf DVD veröffentlicht, auf der sich ebenfalls eine deutsche Fassung befand. In den USA erschien der Short am 13. Juli 2021 auf DVD.
| Nummer | Deutscher Titel                  | Originaltitel           | Erstausstrahlung (USA) | Erstausstrahlung (Deutschland) |
| 1      | Ich see dich, Igel, raus mit dir | I’m Urchin You to Leave | 13. Juli 2021          |                                |

## Kritik
Paul Tibbitt, langjähriger Mit-Autor der SpongeBob-Serie, kritisierte auf Twitter die Entscheidung für Kamp Koral. Stephen Hillenburg habe nie ein Spin-Off gewollt, den Beschluss der Produzenten nannte er „bequem und gierig“. Eine Online-Petition gegen die Serie erhielt über 75.000 Unterschriften.
Vincent Waller, welcher momentan sowohl an der Originalserie als auch an Kamp Koral arbeitet, schrieb im Februar 2021 ebenfalls auf Twitter, dass Hillenburg sehr wohl von Kamp Koral gewusst habe. Darüber hinaus steht im Intro, dass die Serie von Hillenburg geschaffen wurde.